# Festival Te Deum
Il Festival Te Deum, Op. 32, un brano corale sacro del compositore inglese Benjamin Britten, è un'ambientazione del Te Deum del Book of Common Prayer. Fu composto nel 1944 per celebrare il centenario della chiesa di San Marco, a Swindon e vi fu eseguito per la prima volta nel 1945.

## Storia
Il Te Deum è uno dei cantici standard dell'Anglican Morning Prayer. Benjamin Britten lo aveva già ambientato nel 1934 (il suo Te Deum in Do). L'8-9 novembre 1944 scrisse il Festival Te Deum, con partitura scritta per assolo di voce bianca/contraltistasolista, coro in quattro parti (SATB) e organo. Il pezzo dura circa cinque minuti. L'opera fu commissionata per il centenario della St Mark's Church, Swindon, una chiesa anglo-cattolica con una forte tradizione corale. Fu eseguita per la prima volta nella chiesa durante una funzione il 24 aprile 1945 dal coro di St Mark con coristi di altre tre chiese di Swindon (St John's, St Saviour's e St Luke's). Il solista era Peter Titcombe, l'organista era G.W. Curnow e il direttore J.J. Gale.

## Musica
Britten scritto le parti vocali per le capacità di un coro da chiesa parrocchiale, ma con una parte d'organo impegnativa. Il lavoro inizia con il coro che canta all'unisono, imitando la "libertà del canto gregoriano". Il canto suona come se fosse un tempo libero, ma è "annotato con cura in una varietà di tempi in chiave". L'organo fa da contrasto con accordi in un tempo regolare di 3⁄4 impreziositi da "ornamenti pseudo-barocchi". Sul testo "The glorious company of the Apostles praise Thee" ("La gloriosa compagnia degli Apostoli ti loda") le voci iniziano ad imitare ma tornano all'unisono. Nella sezione centrale il testo "Thou art the King of Glory, O Christ" ("Tu sei il Re della gloria, o Cristo") è esclamato nelle voci con motivi di fanfara, accompagnati da "brevi esplosioni drammatiche" deLl'organo. Il lavoro si conclude con una ripresa degli accordi d'organo e un pezzo solista di violino, affiancato dal coro, portandolo ad una "dolce conclusione".